# إرنست ديفيس
إرنست ديفيس (بالإنجليزية: Ernie Davis) (و. 1939 – 1963 م) هو لاعب كرة قدم أمريكية، من الولايات المتحدة، يلعب كراكض للخلف ‏، توفي في كليفلاند، أوهايو، عن عمر يناهز 24 عاماً، بسبب ابيضاض الدم.

## التعليم
تعلم في جامعة سيراكيوز.